# Rynkeby (Ringe Sogn)
 Denne artikel omhandler byen Rynkeby (Ringe Sogn). Der er også andre byer med dette navn, se Rynkeby.
Rynkeby er en landsby, der ligger ca en km uden for Ringe by. Byen er delt op i to, hvor størstedelen af husene ligger på Rynkebyvej og den sidste del på Odensevej.
Rynkeby havde i 1682 18 gårde, 5 huse med jord og 2 huse uden jord. Det dyrkede areal udgjorde 405,8 tdr. land, skyldsat til 96,40 tdr htk. Dyrkningsformen var alsædebrug med 2 vange. Rynkeby blev udskiftet 1794.
Rynkeby fik skole i 1865, senere udvidet i 1920 og 1956.